# 水仙 (歌手)

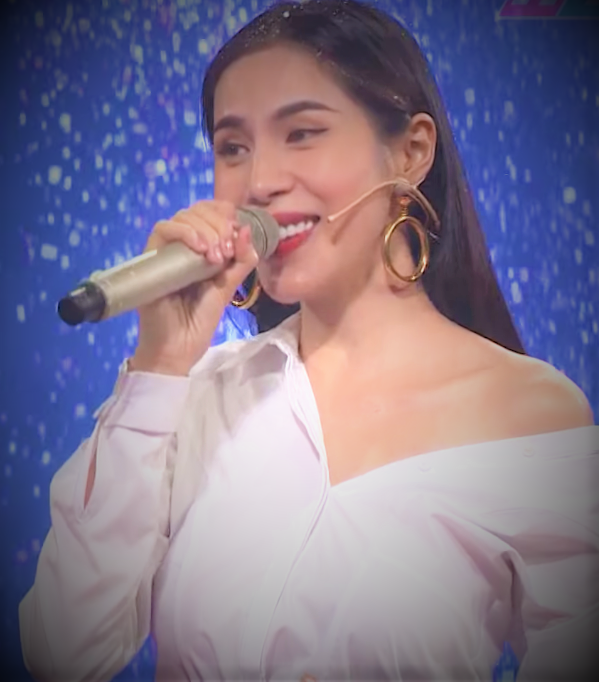

水仙（1985年11月25日—），原名陳氏水仙，是越南流行音乐女歌手。

## 生平
她出生在堅江省迪石市一個华裔越南人家庭，有法国血统。1994年，父亲因肺核病去世。2003年转入胡志明市上学。不久后，重选进入胡志明市艺术文化高等学院声乐系。是第九期正规声乐学生。同年，认识音乐家国宝，在音乐家国宝的支持下，水仙开始音乐生涯。被评价为拥有强烈而清脆的嗓音，她选择哥特摇滚作为自己的音乐类型。